# Lista najwyższych budynków w Indianapolis
W amerykańskim mieście Indianapolis znajduje się osiem budynków przekraczających 100 metrów wysokości. Nowych nie buduje się od początku lat 90. XX w. Ostatnim wieżowcem wybudowanym w tym mieście jest najwyższy Chase Tower. 

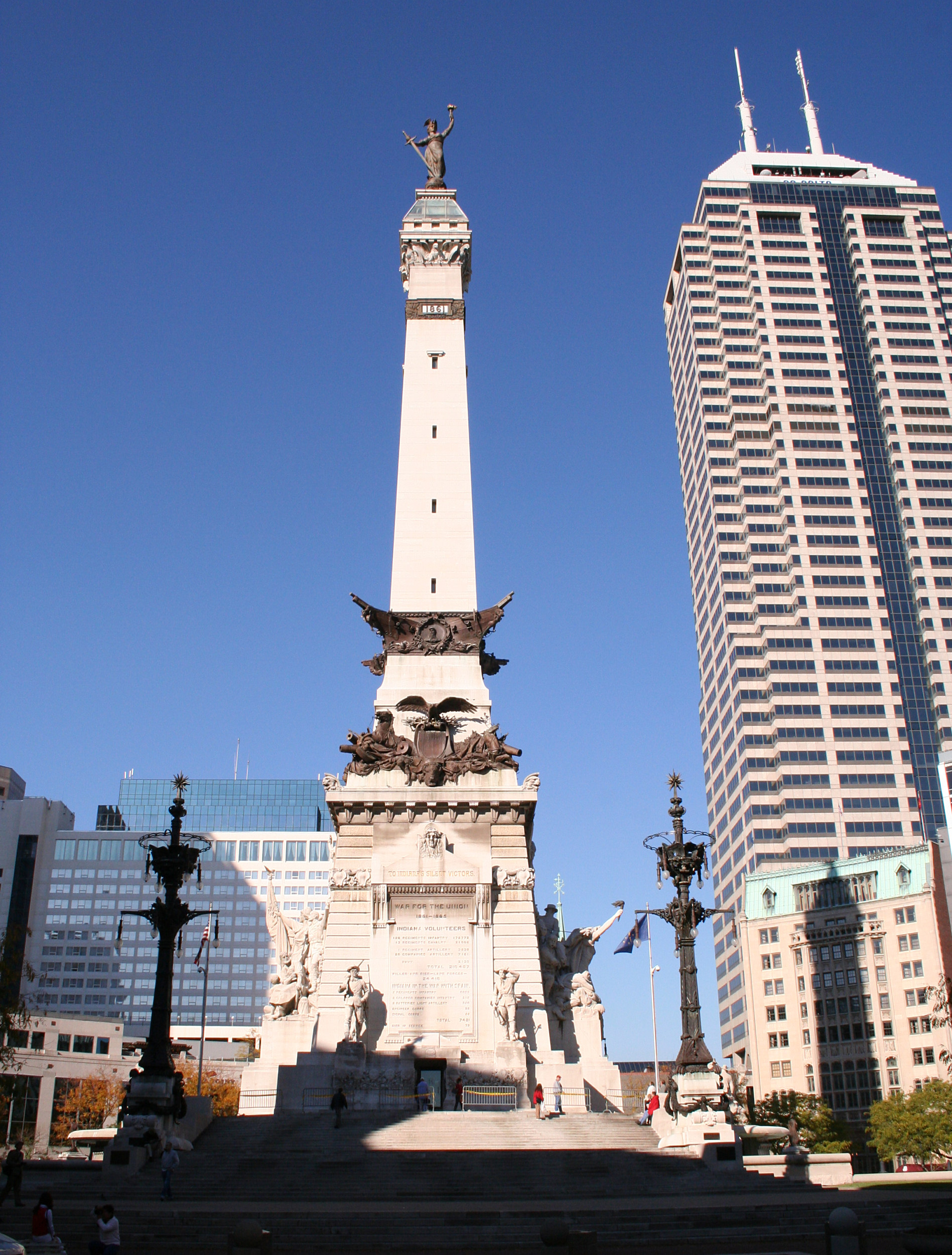
Chase Tower

| Ranking | Budynek                    | Wysokość strukturalna | Liczba pięter | Rok budowy |
| ------- | -------------------------- | --------------------- | ------------- | ---------- |
| 1.      | Chase Tower                | 247 m                 | 49            | 1990       |
| 2.      | OneAmerica Tower           | 162 m                 | 38            | 1982       |
| 3.      | One Indiana Square         | 154 m                 | 36            | 1970       |
| 4.      | Market Tower               | 128 m                 | 32            | 1988       |
| 5.      | 300 North Meridian         | 124 m                 | 28            | 1989       |
| 6.      | First Indiana Plaza        | 122 m                 | 31            | 1988       |
| 7.      | City-County Building       | 113 m                 | 28            | 1962       |
| 8.      | 101 West Ohio              | 110 m                 | 22            | 1987       |
| 9.      | AT&T Building              | 98 m                  | 22            | 1932       |
| 10.     | Capital Center South Tower | 95 m                  | 22            | 1988       |